# Jüri Pihl
Jüri Pihl, né à Kuressaare le 17 mars 1954 et mort le 3 février 2019, est un homme politique estonien, membre du Parti social-démocrate (SDE), dont il occupe la présidence de 2009 à 2010, et ancien ministre de l'Intérieur.

## Carrière

### Policier de la criminelle
En 1975, il commence sa carrière dans la police comme inspecteur à la surveillance criminelle. Deux ans plus tard, il entre à l'université de Tartu, où il obtient son diplôme de droit en 1982.
Il prend la direction de la division de la surveillance criminelle de Tallinn en 1986, puis de la milice à Võru en 1988. Il retourne à son poste précédent deux ans plus tard, jusqu'en 1991.

### Dans les hautes sphères régaliennes
Cette même année, il est nommé directeur du bureau de la police de sécurité, chargé du contre-espionnage, de la police estonienne. Quand cette institution devient une agence indépendante en 1993, sous le nom de « Police de sécurité » (Kaitsepolitseiamet), il en devient directeur pendant dix ans.
En 2003, il est nommé procureur général d'Estonie, puis secrétaire général adjoint du ministère de la Justice en 2005. Deux ans plus tard, il abandonne ce poste pour entrer dans la vie politique.

## Politique
Jüri Pihl est nommé ministre de l'Intérieur du second gouvernement d'Andrus Ansip le 5 avril 2007.
Élu président du Parti social-démocrate (SDE) le 7 mars 2009 en remplacement du ministre des Finances Ivari Padar. Il est forcé de retirer son parti de la coalition gouvernementale dix semaines plus tard, celle-ci se révélant incapable d'adopter les ajustements budgétaires rendus nécessaires par la crise économique du fait de l'opposition du SDE.
En novembre 2009, il devient adjoint au maire de Tallinn, Edgar Savisaar, principalement chargé des questions de sécurité publique. Il cède la présidence du SDE à l'ancien ministre de la Défense et adhérent du Parti du centre (EK), Sven Mikser.

## Récompenses et distinctions
- Ordre de l'Étoile blanche d'Estonie de 4e classe, 1998